# Flint Town United Football Club
Il Flint Town United Football Club (in Gallese: Clwb Pêl-droed Tref Y Fflint Unedig) è un club calcistico gallese con sede a Flint. Milita nella Cymru Premier, il massimo campionato di calcio del Galles.
Disputa le gare di casa allo stadio "Cae-y-Castell", conosciuto anche come "Essity Stadium" per motivi commerciali.

## Storia
Fondato nel 1886 con il nome di Flint FC, il club fece subito una buona impressione raggiungendo la prima finale della Welsh Amateur Cup nel 1890–91, persa contro il Wrexham Victoria per 4–1.
Membro fondatore della North Wales Coast League, il Flint FC vinse il campionato inaugurale nel 1893-94 con due punti sul secondo classificato, il Llandudno Swifts, rimanendo imbattuto nelle dodici partite disputate. Nelle due stagioni successive il club finì secondo prima di dimettersi dal campionato per unirsi alla neonata Flintshire League. 
All'inizio del secolo la città di Flint aveva tre squadre: Flint Town, Flint Athletic e Flint UAC (United Alkali Company). Nel 1905, Flint UAC e Flint Town si fusero, prendendo il nome di Flint Town. Nel 1909, come squadra del Chester e della District League, il club vinse la sua prima coppa importante battendo il Pwllheli 1–0 nella finale della North Wales Amateur Cup.
Nel 1924 il club lasciò lo Stand Park per un nuovo campo a Holywell Road, che divenne la loro casa fino al 1993. Il nuovo impianto venne ampliato fino a contenere 3 000 spettatori. Guidato dal capitano Emlyn Jones, il Flint raggiunse la finale della Coppa del Galles del 1925 persa contro la squadra professionistica del Wrexham per 3 gol a 1. Il Flint vinse però la Coppa amatoriale del Galles del Nord in tre occasioni tra il 1931 e il 1932.
Il Flint Town partecipò alla Welsh National League (Nord) fino agli anni Venti, poi nel 1930 si unì alla neonata Welsh League che operò tra il 1930 e il 1935, vincendo il titolo nella stagione 1933-1934, segnando 99 gol in sole diciotto partite.
Tra il 1937 e il 1949, esclusi gli anni della guerra, il Flint Town giocò nella West Cheshire League, mentre il Flint Athletic continuò a giocare nella Dyserth League.
In una riunione pubblica molto partecipata presso il municipio, giovedì 27 giugno 1946 fu deciso all'unanimità di formare una nuova squadra di calcio a Flint con il nome di Flint Town United.
Dopo la seconda guerra mondiale, la fusione delle squadre di calcio Flint Town e Flint Athletic portò alla formazione del club con il nome di Flint Town United Football Club, che entrò nella Welsh League (Nord) per la stagione 1949–50, classificandosi secondo. Sotto la direzione di Billy Russell, il Flint Town divenne una squadra formidabile all'inizio degli anni Cinquanta, raggiungendo l'apice nel 1954 quando vinse la Welsh Senior Cup. Nel giro di cinque anni però, dopo alcune ottimi stagioni, il club scivolò nelle zone più basse del campionato culminando con la retrocessione alla fine della stagione 1961-1962.
Negli anni Sessanta il club militò nei campionati minori, affidandosi a giocatori locali. Durante gli anni Settanta e Ottanta il Flint Town si spostò tra vari campionati, diventando campione della Welsh League (Nord) nella stagione 1988-89.
Il 1990 vide la trasformazione del calcio gallese con la formazione di due nuovi campionati. La Cymru Alliance venne costituita per unire le squadre che giocavano nella Welsh League (Nord), nella Welsh National League (Wrexham), nella Clwyd League e nella Mid-Wales League. Mentre il Galles del Sud unì i propri campionati, che sarebbero diventati i precursori della League of Wales. In quella stessa stagione il club nominò Tony Martin come nuovo allenatore. Quella stagione vide il club diventare il primo campione del nuovo campionato, vincendo anche la North Wales Challenge Cup per la prima volta nella sua storia. 
Nel 1993, il club divenne membro fondatore della League of Wales. Dopo cinque anni in questo campionato, il club perse il suo posto nella Lega chiudendo la stagione al terzultimo posto.
Dopo anni di alti e bassi, il Flint Town nella stagione 2019-2020 guadagna la promozione nel massimo campionato gallese, la Cymru Premier, nata con la riforma della stagione 2010-2011.

## Palmarès

### Competizioni nazionali
- Welsh Senior Cup: 1

1953-1954
- Welsh Alliance League: 1

1988-1989
- Cymru Alliance: 1

1990-1991

### Competizioni regionali
- North Wales Coast League: 1

1893-1894